# Pierre Rochas
Pierre Rochas, médecin, est aussi un spécialiste en organologie de l’orgue provençal, passionné et ardent défenseur des richesses culturelles de sa Provence natale.
Avec Henri Jarrié (1924-2004), frère dominicain jusqu’en 1971, et Bernard Coutaz, fondateur d'Harmonia Mundi (à qui il suggéra d’enregistrer des pièces jouées sur des orgues historiques), il créa dans les années soixante « Les soirées de musique française de Saint-Maximin », autour de l’orgue historique du frère Jean-Esprit Isnard de la Basilique Sainte-Marie-Madeleine de Saint-Maximin-la-Sainte-Baume. Ce sera un des premiers festivals en France consacré à la musique baroque.
Sous l’impulsion de Pierre Rochas, l’année 1962 vit ainsi naître la première Académie de l’orgue français.